# Série de Hahn
En mathématiques, une série de Hahn (parfois appelée série de Hahn–Maltsev–Neumann) est une série formelle généralisant la notion de série de Puiseux ; les séries de Hahn acceptent des exposants arbitraires de l'indéterminée, tant que l'ensemble de ces exposants est un sous-ensemble bien ordonné du groupe (valué) de ces exposants (typiquement {\displaystyle \mathbb {Q} } ou {\displaystyle \mathbb {R} }). Ces séries furent introduites par Hans Hahn en 1907 dans la démonstration de son théorème de plongement, puis étudiées par lui en tant que corps dans son approche du dix-septième problème de Hilbert  ; vers 1950, elles furent généralisées encore par Anatoli Maltsev et Bernhard Neumann au cas non commutatif. 

## Définition
L'ensemble des séries de Hahn {\displaystyle K\left[\left[T^{\Gamma }\right]\right]} (d'indéterminée T),  sur un corps K, avec un groupe ordonné d'exposants Γ ,  est l'ensemble des expressions de la forme
{\displaystyle f=\sum _{e\in \Gamma }c_{e}T^{e}}
avec {\displaystyle c_{e}\in K}, telles que le support de f, {\displaystyle \operatorname {supp} f:=\{e\in \Gamma :c_{e}\neq 0\}}, est bien ordonné.  On définit la somme et le produit de {\displaystyle f=\sum _{e\in \Gamma }c_{e}T^{e}} et de  {\displaystyle g=\sum _{e\in \Gamma }d_{e}T^{e}} par 
{\displaystyle f+g=\sum _{e\in \Gamma }(c_{e}+d_{e})T^{e}}
et
{\displaystyle fg=\sum _{e\in \Gamma }\sum _{e'+e''=e}c_{e'}d_{e''}T^{e}}
(dans  cette dernière expression, la somme{\displaystyle \sum _{e'+e''=e}\cdot } (prise sur les couples {\displaystyle (e',e'')} tels que {\displaystyle c_{e'}\neq 0} et {\displaystyle d_{e''}\neq 0}) est  finie, parce que à {\displaystyle e} fixé, si on prend les {\displaystyle e'} en ordre croissant, la suite des {\displaystyle e''} est décroissante,  et donc finie puisque le support est bien ordonné)  ; avec ces définitions,  {\displaystyle K\left[\left[T^{\Gamma }\right]\right]} est un corps.
Par exemple, {\displaystyle X=T^{-1/p}+T^{-1/p^{2}}+T^{-1/p^{3}}+\cdots } est une série de Hahn (sur n'importe quel corps) puisque l'ensemble des rationnels {\displaystyle \left\{-{\frac {1}{p}},-{\frac {1}{p^{2}}},-{\frac {1}{p^{3}}},\ldots \right\}} est bien ordonné (et isomorphe à {\displaystyle \mathbb {N} }) ; ce n'est pas une série de Puiseux, parce que la suite des dénominateurs des exposants n'est pas bornée ; si le corps de base K est de caractéristique p, cette série vérifie l'équation {\displaystyle X^{p}-X=T^{-1}}, et est donc algébrique sur {\displaystyle K(T)}.

## Propriétés

### Propriétés de la valuation
La valuation {\displaystyle v(f)} d'une série de Hahn non nulle {\displaystyle f=\sum _{e\in \Gamma }c_{e}T^{e}} est définie comme le plus petit élément du support de {\displaystyle f}, autrement dit le plus petit {\displaystyle e\in \Gamma } tel que {\displaystyle c_{e}\neq 0}  ;  cela fait de {\displaystyle K[[T^{\Gamma }]]} un corps valué où l'intersection de toute suite décroissante de boules est non vide (on dit que {\displaystyle K[[T^{\Gamma }]]} est sphériquement complet). Si {\displaystyle K} est de caractéristique nulle,  {\displaystyle (K[[T^{\Gamma }]],v)}  est (à isomorphisme près)  la seule extension sphériquement complète de {\displaystyle K} ayant  {\displaystyle \Gamma } pour groupe de valuation. La valuation {\displaystyle v} définit une topologie sur {\displaystyle K\left[\left[T^{\Gamma }\right]\right]}, et si {\displaystyle \Gamma \subseteq \mathbb {R} },  v correspond à une valeur absolue ultramétrique {\displaystyle |f|=\exp(-v(f))}, pour laquelle {\displaystyle K\left[\left[T^{\Gamma }\right]\right]} est un espace métrique complet. Cependant, contrairement aux séries de Puiseux,  les sommes formelles ne convergent pas en général : dans le cas de  la série {\displaystyle T^{-1/p}+T^{-1/p^{2}}+T^{-1/p^{3}}+\cdots }, par exemple, les valeurs absolues des termes tendent vers 1 (puisque leurs valuations tendent vers 0), et donc la série diverge grossièrement (on dit parfois que ces séries sont « pseudo-convergentes »).

### Propriétés algébriques
Si K est algébriquement clos (mais pas nécessairement de caractéristique nulle) et si Γ est divisible, alors {\displaystyle K\left[\left[T^{\Gamma }\right]\right]} est algébriquement clos. Ainsi, la clôture algébrique de {\displaystyle K((T))} est contenue dans {\displaystyle {\overline {K}}[[T^{\mathbb {Q} }]]}, où {\displaystyle {\overline {K}}} est la clôture algébrique de  {\displaystyle K} ; lorsque {\displaystyle K} est de caractéristique nulle, cette clôture algébrique s'identifie au corps K⟪T⟫ des séries de Puiseux et il est possible de décrire cette clôture algébrique en caractéristique non nulle comme un sous-ensemble de {\displaystyle K\left[\left[T^{\Gamma }\right]\right]}.
Si K est un corps ordonné, {\displaystyle K\left[\left[T^{\Gamma }\right]\right]} peut être totalement ordonné en posant  T infiniment petit, c'est-à-dire positif et plus petit que tous les éléments positifs de K, ce qui revient à utiliser l'ordre lexicographique sur les coefficients des séries. Si K est réel clos et si Γ est divisible,  {\displaystyle K\left[\left[T^{\Gamma }\right]\right]} est également réel clos. Ce résultat permet d'analyser le Corps des nombres surréels, lequel est isomorphe, en tant que corps ordonné,  au corps des séries de Hahn à coefficients réels et à groupe d'exposants les nombres surréels eux-mêmes, avec l'indéterminée identifiée à  {\displaystyle \omega }.

## Familles sommables

### Définitions
On peut définir une notion de famille sommable dans {\displaystyle K\left[\left[T^{\Gamma }\right]\right]} : si {\displaystyle (f_{i})_{i\in I}} est une famille de séries de Hahn (et donc {\displaystyle f_{i}\in K\left[\left[T^{\Gamma }\right]\right]}), on dit que {\displaystyle (f_{i})_{i\in I}} est sommable si l'ensemble {\displaystyle \bigcup \limits _{i\in I}\operatorname {supp} f_{i}\subset \Gamma } est bien ordonné, et si chaque ensemble {\displaystyle \{i\in I\ |\ e\in \operatorname {supp} f_{i}\}} pour {\displaystyle e\in \Gamma } est fini ; on peut alors définir la somme {\displaystyle \sum \limits _{i\in I}f_{i}} comme la série de Hahn {\displaystyle \sum \limits _{i\in I}f_{i}:=\sum \limits _{e\in \Gamma }(\sum \limits _{i\in I}f_{i}(e))T^{e}}.
Si {\displaystyle (f_{i})_{i\in I}} et {\displaystyle (g_{i})_{i\in I}} sont sommables, il en est de même des familles {\displaystyle (f_{i}+g_{i})_{i\in I}} et {\displaystyle (f_{i}g_{j})_{(i,j)\in I\times I}}, et l'on a {\displaystyle \sum \limits _{i\in I}f_{i}+g_{i}=\sum \limits _{i\in I}f_{i}+\sum \limits _{i\in I}g_{i}} et{\displaystyle \sum \limits _{(i,j)\in I\times I}f_{i}g_{j}=(\sum \limits _{i\in I}f_{i})(\sum \limits _{i\in I}g_{i})}.
Cette notion de sommabilité ne correspond pas à la convergence pour la topologie de la valuation sur {\displaystyle K\left[\left[T^{\Gamma }\right]\right]}. Par exemple, dans {\displaystyle \mathbb {Q} \left[\left[T^{\mathbb {Q} }\right]\right]}, la famille{\displaystyle (T^{\frac {n}{n+1}}+T^{n+1})_{n\in \mathbb {N} }} est sommable, mais la suite {\displaystyle (\sum \limits _{k\leq n}T^{\frac {k}{k+1}}+T^{k+1})_{n\in \mathbb {N} }} ne converge pas.

### Évaluation des fonctions analytiques
Soit {\displaystyle a\in \mathbb {R} } et {\displaystyle {\mathcal {A}}_{a}} l'anneau des fonctions à valeurs réelles analytiques dans un voisinage de {\displaystyle a}.
Si {\displaystyle K} est une extension de {\displaystyle \mathbb {R} }, on peut évaluer tout élément {\displaystyle f} de {\displaystyle {\mathcal {A}}_{a}} en chaque série de {\displaystyle K\left[\left[T^{\Gamma }\right]\right]} de la forme {\displaystyle a+\varepsilon }, avec la valuation de {\displaystyle \varepsilon } strictement positive, car la famille {\displaystyle ({\frac {f^{(n)}(a)}{n!}}\varepsilon ^{n})_{n\in \mathbb {N} }} est toujours sommable, ce qui permet de poser {\displaystyle f(a+\varepsilon ):=\sum \limits _{n\in \mathbb {N} }{\frac {f^{(n)}(a)}{n!}}\varepsilon ^{n}}. Cela définit un morphisme d'anneaux {\displaystyle {\mathcal {A}}_{a}\longrightarrow K\left[\left[T^{\Gamma }\right]\right]}.

## Séries de Hahn–Witt
La construction des séries de Hahn peut se combiner avec celle des vecteurs de Witt (du moins sur un corps parfait) pour obtenir des séries de Hahn–Witt  : par exemple, sur un corps fini K de caractéristique p (ou sur sa clôture algébrique), le corps des séries de Hahn–Witt avec groupe d'exposants Γ (contenant les entiers) est l'ensemble des sommes (formelles) {\displaystyle \sum _{e\in \Gamma }c_{e}p^{e}}, où les {\displaystyle c_{e}} sont à présent les images par les caractères de Teichmüller (en) des éléments de K, l'addition et la multiplication de ces séries se faisant comme pour les vecteurs de Witt usuels (qui correspondent au cas où Γ  est le groupe des entiers). Si Γ est le groupe des rationnels ou des  réels, et si K  est la clôture algébrique du corps fini à p éléments,  cette construction donne un corps ultramétrique complet et algébriquement clos contenant les p-adiques, et donc une description plus ou moins explicite du corps {\displaystyle \mathbb {C} _{p}}.

## Exemples
- Le corps {\displaystyle K((T))} des séries formelles de Laurent sur {\displaystyle K} est isomorphe à {\displaystyle K[[T^{\mathbb {Z} }]]}.
- Le corps de Levi-Civita peut être vu comme un sous-corps de {\displaystyle \mathbb {R} [[T^{\mathbb {Q} }]]},  avec une contrainte supplémentaire :  l'ensemble des coefficients linférieurs à un coefficient donné {\displaystyle c_{q}} doit être fini.
- Le corps des transséries (en) {\displaystyle \mathbb {T} } est une union directe de corps de Hahn (et une extension du corps de  Levi-Civita).  La construction de {\displaystyle \mathbb {T} } revient à prendre la limite inductive des {\displaystyle T_{0}=\mathbb {R} }, {\displaystyle T_{n+1}=\mathbb {R} \left[\left[\varepsilon ^{T_{n}}\right]\right]}.
- Le Corps[7] des nombres surréels est isomorphe, en tant que corps ordonné,  au corps des séries de Hahn à coefficients réels et à groupe d'exposants les nombres surréels eux-mêmes, avec l'indéterminée identifiée à  {\displaystyle \omega }[8].